# الرباط (قفل شمر)

تعديل مصدري - تعديل

الرباط هي إحدى قرى عزلة شمرين بمديرية قفل شمر التابعة لمحافظة حجة، بلغ تعداد سكانها 422 نسمة حسب تعداد اليمن لعام 2004.